# Червона Поляна (Тульчинський район)
Черво́на Поля́на — селище в Україні, у Студенянській сільській громаді Тульчинського району Вінницької області. Населення становить 194 особи.

## Історія
7 (20) листопада 1917 року, відповідно до Третього Універсалу Української Центральної Ради, увійшло до складу Української Народної Республіки.
У серпні 2015 року селище увійшло до складу новоствореної Студенянської сільської громади.
12 червня 2020 року, відповідно до Розпорядження Кабінету Міністрів України  № 707-р «Про визначення адміністративних центрів та затвердження територій територіальних громад Вінницької області», увійшло до складу Студенянської сільської громади.
19 липня 2020 року, в результаті адміністративно-територіальної реформи та ліквідації Піщанського району, селище увійшло до складу Тульчинського району.
22 червня 2023 року рішенням Національної комісії зі стандартів державної мови віднесено до списку населених пунктів, які «можуть не відповідати лексичним нормам української мови», зокрема стосуватися «російської імперської чи колоніальної політики». Громаді рекомендовано обґрунтувати доцільність збереження поточної назви або запропонувати нову назву в установленому законодавством порядку.

## Населення

### Мова
Розподіл населення за рідною мовою за даними перепису 2001 року:
| Мова       | Відсоток |
| ---------- | -------- |
| українська | 96,39%   |
| російська  | 3,61%    |

## Галерея

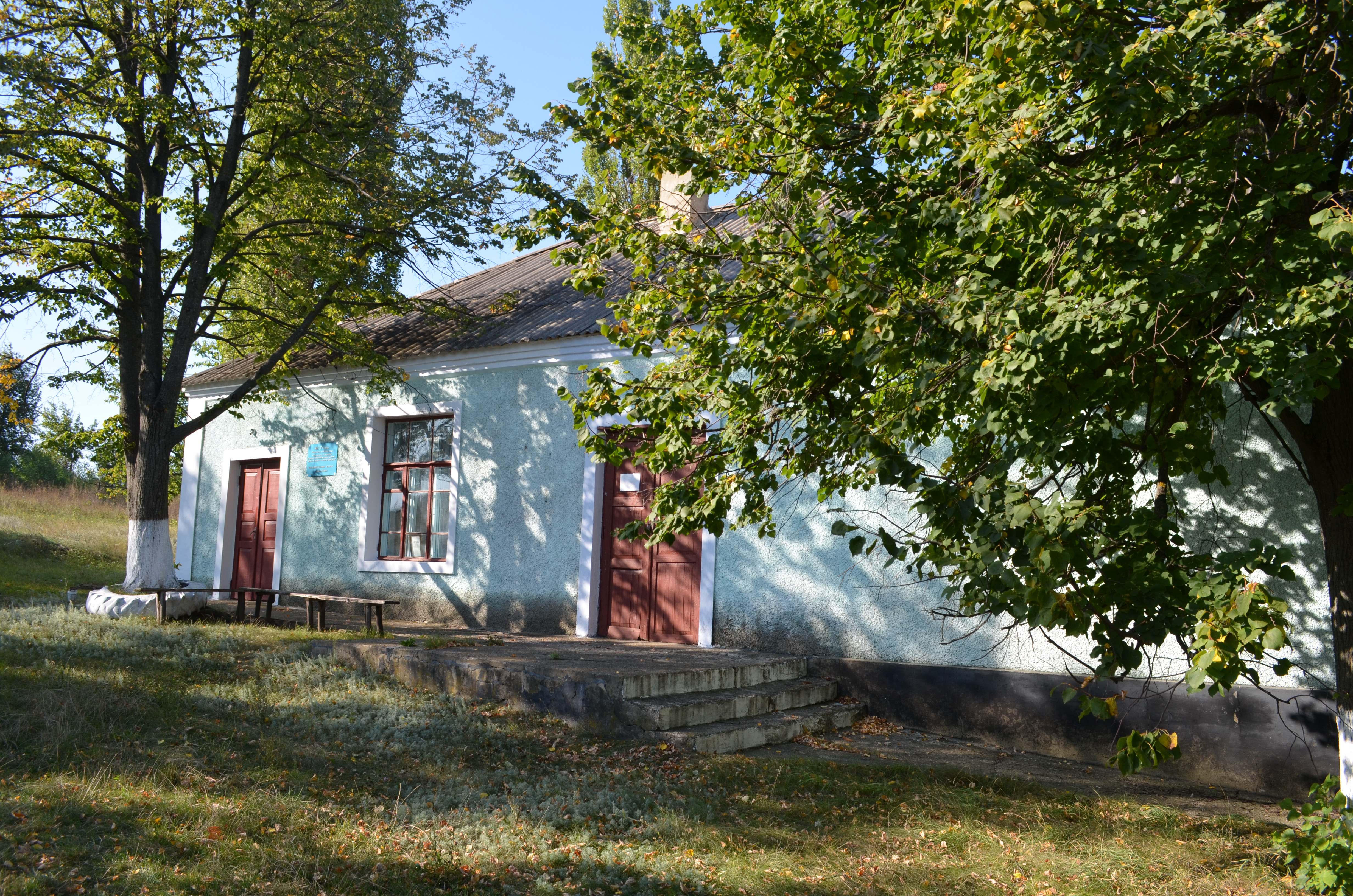
Фельдшерський пункт
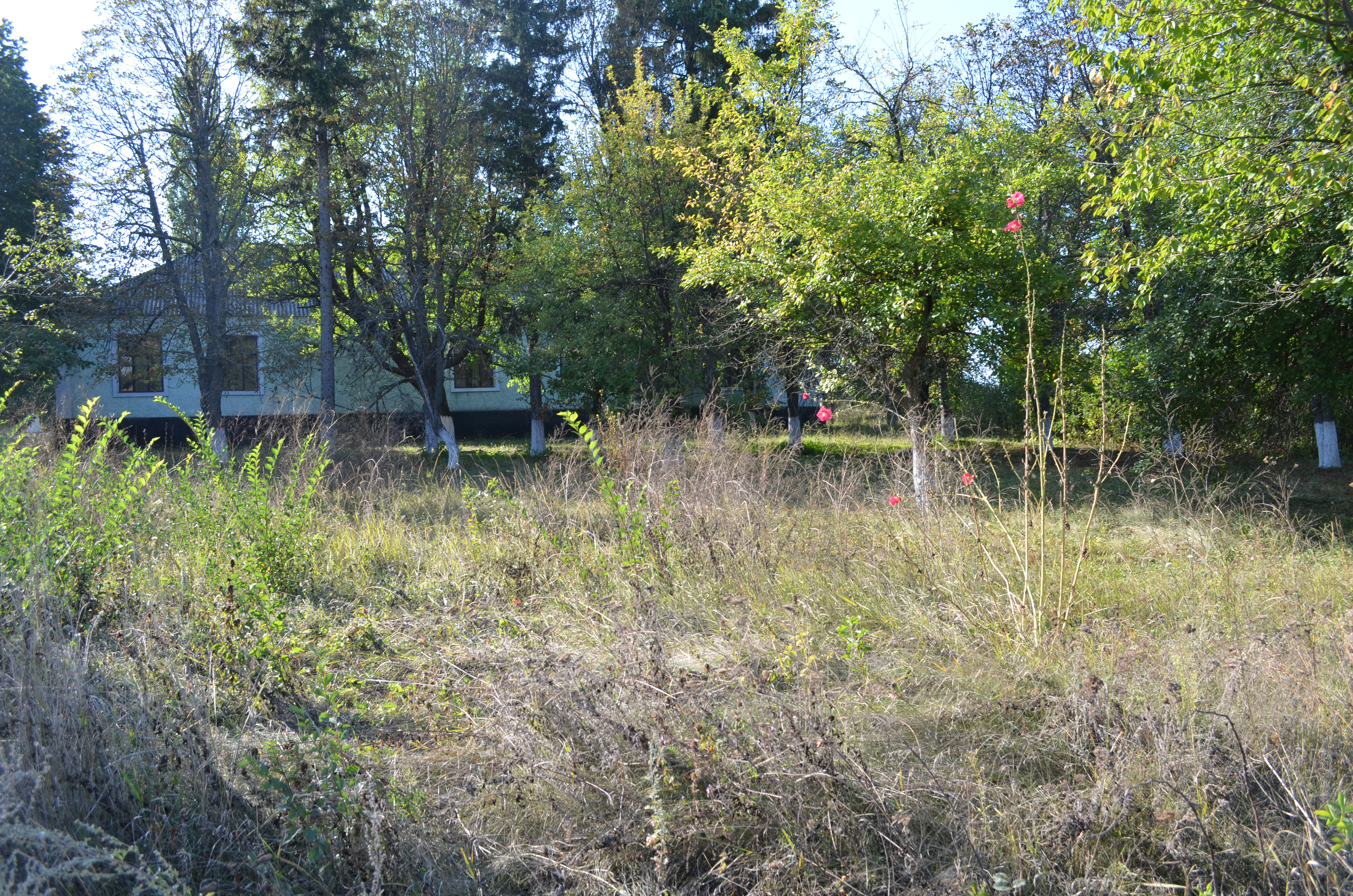
Будівля колишнього Будинку культури
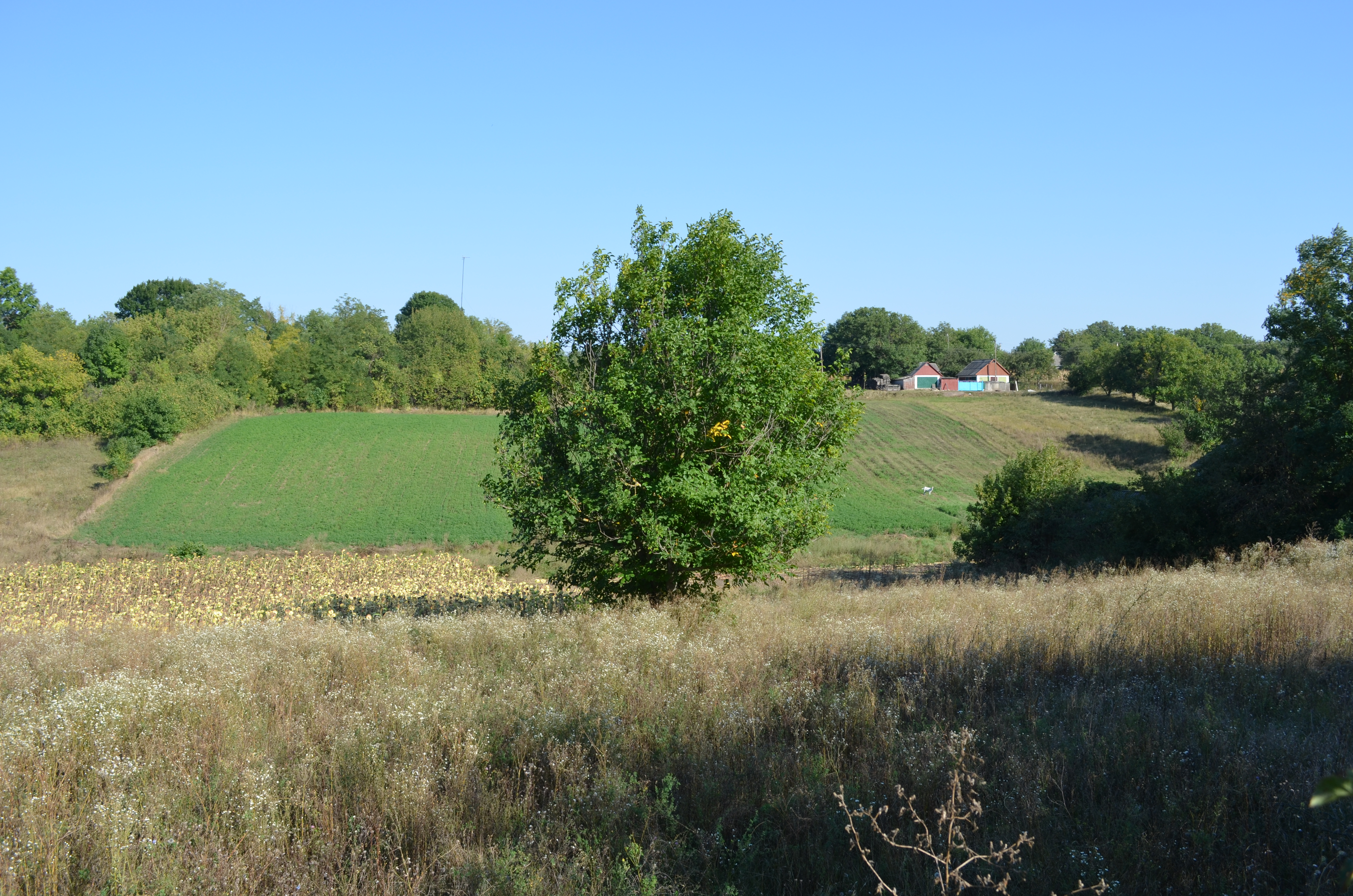
Краєвид у селищі
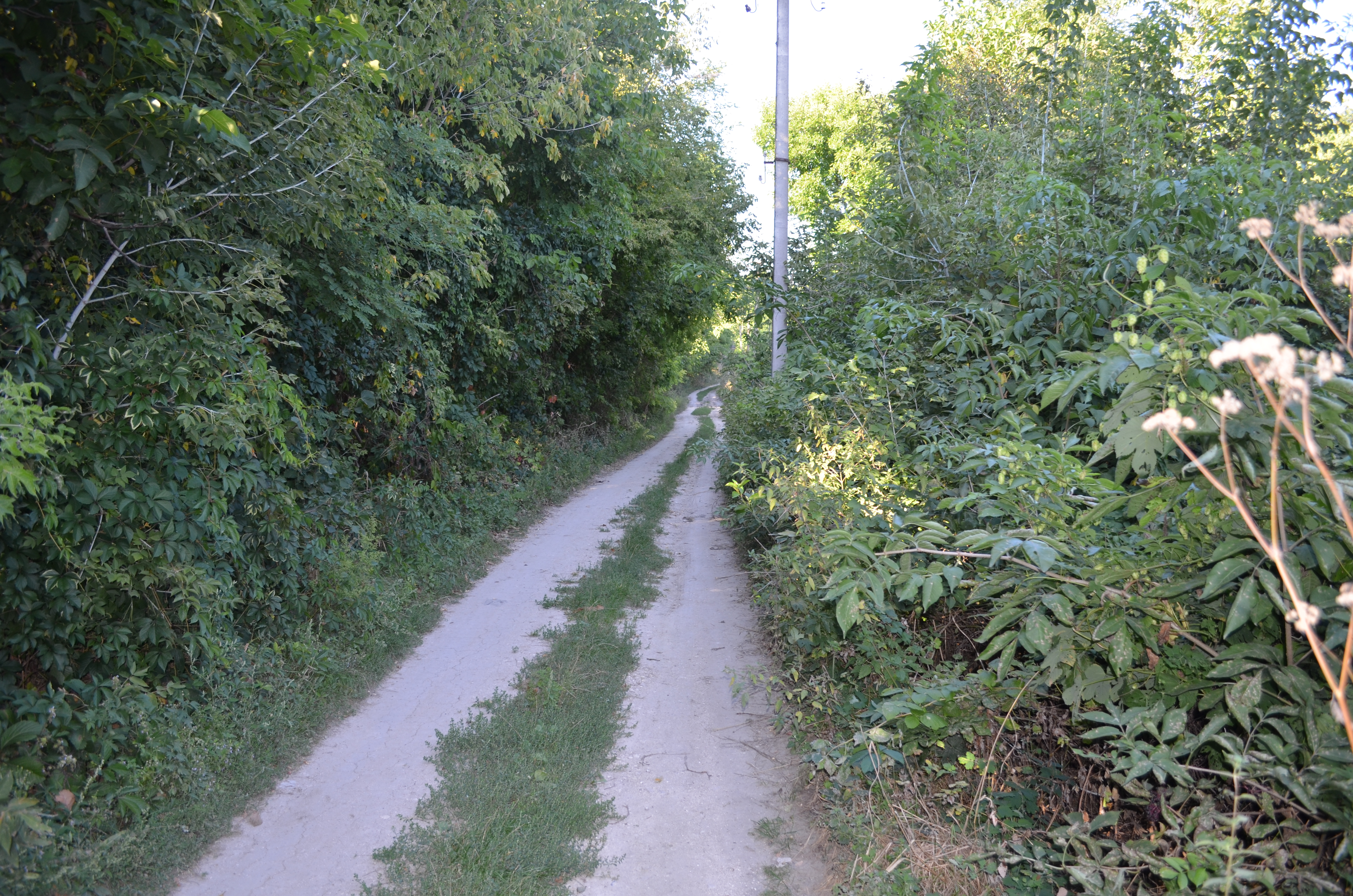
Дорога через селище